# Up (album)
Up – siódmy studyjny (trzynasty w ogóle) album Petera Gabriela.

## Realizacja
Praca nad albumem rozpoczęła się na wiosnę 1995. Od początku oficjalnym tytułem było Up, chociaż przez pewien okres album miał nosić tytuł I/O. Gabriel stwierdził, że album był prawie gotowy już w 1998, zdecydował się jednak zaczekać z jego wydaniem do 2002.

## Utwory
Teksty Up odnoszą się do motywu narodzin, ale przede wszystkim dotyczy śmierci. Pierwszy utwór - „Darkness” jest opowieścią o przezwyciężaniu swoich lęków. „Growing Up” jest podsumowaniem życia. Gabriel stwierdził, że nad kolejnym utworem na płycie - „Sky Blue” - pracował 10 lat - tym samym jest to najstarszy utwór na płycie.
„No Way Out” jest pierwszym utworem dotykającym tylko i wyłącznie tematu śmierci. „I Grieve” powstał po tym jak Gabriel spojrzał na swą wcześniejszą twórczość jak na zbiór emocji. Doszedł do wniosku, że tym zbiorze brakuje żalu i w ten sposób narodził się ten utwór po raz pierwszy opublikowany w 1998). Utwór ten został poświęcony ofiarom zamachu z 11 września 2001 na World Trade Center.
Pierwszym singlem z tej płyty był „The Barry Williams Show”, który opowiada o programach typu reality talk-shows (w których ludzie w sposób wylewny opowiadają o swoim życiu osobistym) jak np. Potyczki Jerry’ego Springera. W teledysku do tego utworu, wyreżyserowanym przez Seana Penna, pojawił się amerykański aktor Barry Williams jako członek widowni. Teledysk ten został uznany za nadmiernie ociekający zgorszeniem i w brytyjskich kanałach muzycznych zakazano jego prezentacji przed godziną 21.
Drugim singlem był „More Than This”, który podejmuje temat sensu życia.
Utwór „Signal to Noise” jest dla Gabriela wyjątkowy, ponieważ gościnnie występujący w nim wokalista Nusrat Fateh Ali Khan zmarł przed ukończeniem nagrywania. Utwór został ukończony dzięki nagraniom utworu z występu na żywo.

## Dodatkowe informacje
Wielu artystów, jak np. Trent Reznor i Elbow, nagrało swoje wersje utworów z Up. Zostały one zamieszczone na singlach. Okładka albumu przedstawia pięć kropli deszczu lecących do góry. W tle widać twarz Gabriela.
Utwór „I Grieve” został wykorzystany w filmie Miasto Aniołów, w odcinku „Reckoning” serialu Tajemnice Smallville oraz w odcinku „Found” serialu NCIS: Los Angeles. Wersja instrumentalna „Signal to Noise” pojawiła się w ścieżce dźwiękowej z filmu Gangi Nowego Jorku Martina Scorsese.
Album jest dostępny w wersji winylowej oraz w formatach CD i SACD.

## Lista utworów
Wszystkie utwory napisane przez Petera Gabriela.
1. „Darkness” – 6:51
2. „Growing Up” – 7:33
3. „Sky Blue” – 6:37
4. „No Way Out” – 7:53
5. „I Grieve” – 7:25
6. „The Barry Williams Show” – 7:16
7. „My Head Sounds Like That” – 6:29
8. „More Than This” – 6:02
9. „Signal to Noise” – 7:36
10. „The Drop” – 3:04

## Muzycy
- Peter Gabriel – śpiew, organy, gitara basowa, harmonijka ustna, fortepian, fisharmonia, instrumenty klawiszowe, tom-tom, sampling, Mellotron, instrumenty smyczkowe, loop, crotales, syntezator, sample gitarowe, sample klawiszowe, sample smyczkowe, Fender Telecaster, JamMan.
- Tony Levin – gitara basowa (utwory (1, 3-8)
- David Rhodes – gitara (1-4, 7-9), gitara elektryczna (5), chórek (2, 3, 6, 8, 9)
- Manu Katché
- Hossam Ramzy
- Lakshminarayanan Shankar – skrzypce (5)
- Melanie Gabriel
- Tchad Blake
- Jon Brion
- Richard Chappell
- Alan Coleman
- Edel Griffith
- Christian Le Chevretel – trąbka (6)
- Adrian Chivers
- Pete Davis
- Dominque Mahut
- Richard Evans
- Bob Ezrin
- Mitchell Froom
- Steve Gadd
- Peter Green
- Dominic Greensmith
- Will Gregory
- Stephen Hague
- Ronan O’Neill
- Chris Hughes
- Nick Ingraham
- Nusrat Fateh Ali Khan
- Daniel Lanois
- Sally Larkin
- Ged Lynch
- Chuck Norman
- David Sancious
- Ed Shearmur
- Alex Swift
- Assane Thiam
- Danny Thompson
- Will White
- Black Dyke Band – instrumenty dęte blaszane (7)
- Blind Boys of Alabama – śpiew (3), chórek (8)
- Dhol Foundation
- London Session Orchestra (1)